# Испра
Ѝспра (на италиански и на ломбардски: Ispra) е градче и община в Северна Италия, провинция Варезе, регион Ломбардия. Разположено е на 220 m надморска височина, на източния бряг на езеро Лаго Маджоре. Населението на общината е 5317 души (към 2018 г.).